# كريستيان ليتنر
كريستيان ليتنر (بالإنجليزية: Christian Laettner) مواليد 17 أغسطس 1969 في أنغولا، هو لاعب كرة سلة أمريكي سابق تحول إلى التدريب بعد الاعتزال، بدأ مسيرته الاحترافية في سنة 1992. يبلغ طوله 6 قدم 11 بوصة (2.1 م). شارك في مسابقة كرة السلة في الألعاب الأولمبية الصيفية. اعتزل اللعب في 2005.

## فرق لعب لها
- مينيسيوتا تيمبر وولفز
- أتلانتا هوكس
- ديترويت بيستونز
- دالاس مافيريكس
- واشنطن ويزاردز
- ميامي هيت

## الميداليات
| الميدالية | المسابقة                             |
| --------- | ------------------------------------ |
| ذهبية     | الألعاب الأولمبية الصيفية 1992       |
| برونزية   | بطولة كأس العالم لكرة السلة 1990     |
| فضية      | بطولة أمم الأمريكتين لكرة السلة 1989 |

## روابط خارجية
- كريستيان ليتنر على موقع IMDb (الإنجليزية)
- كريستيان ليتنر على موقع الاتحاد الدولي لكرة السلة (الإنجليزية)
- كريستيان ليتنر على موقع إن بي أي (الإنجليزية)
- كريستيان ليتنر على موقع سبورتس رفرنس (الإنجليزية)
- كريستيان ليتنر على موقع كرة السلة الأوروبية.كوم (الإنجليزية)
- كريستيان ليتنر على موقع كلية كرة السلة في سبورتس رفرنس.كوم (الإنجليزية)
- كريستيان ليتنر على موقع ريلجم (الإنجليزية)
- كريستيان ليتنر على موقع بروبوليرز (الإنجليزية)
- كريستيان ليتنر على موقع قاعة المشاهير الجامعة الوطنية لكرة السلة (الإنجليزية)
- كريستيان ليتنر على موقع سبورتس رفرنس (الإنجليزية)
- كريستيان ليتنر على موقع أوليمبيديا (الإنجليزية)